# Arc de Sant Martí
- 1. Gotes esfèriques
- 2. Punts on succeeix la reflexió interna de la llum
- 4. Punts on succeeix la refracció de la llum
- 6. Feix de llum blanca procedent del sol
- 7. Recorregut de la llum que forma l'arc de Sant Martí primari
- 8. Recorregut de la llum que forma l'arc de Sant Martí secundari
- 9. Observador
- 10. Regió que forma l'arc primari
- 11. Regió que forma l'arc secundari
- 12. Zona atmosfèrica amb presència de petites gotes esfèriques

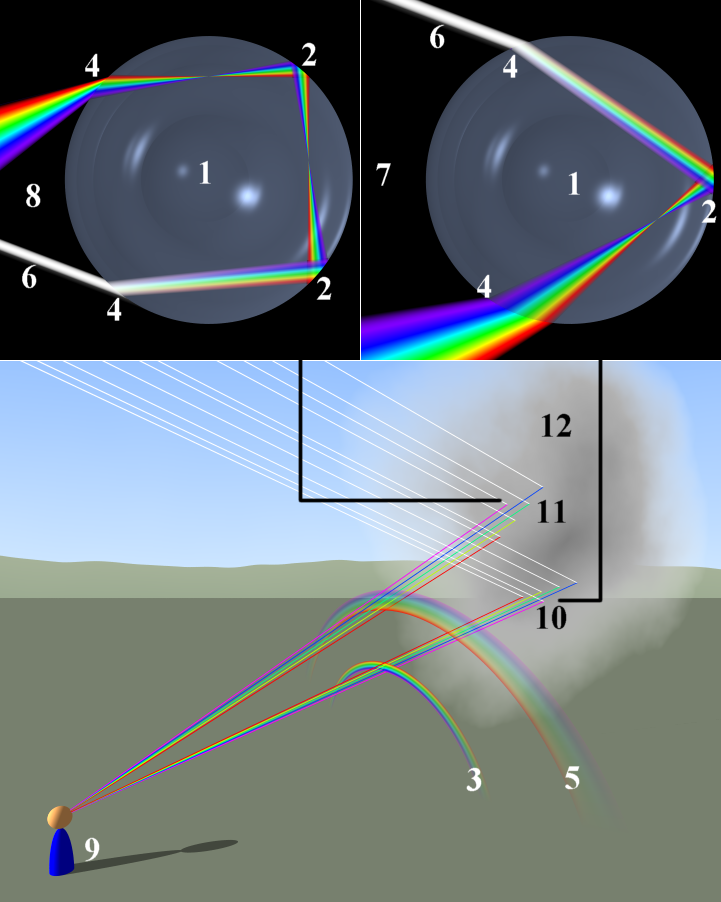
Esquema dels fenòmens òptics que resulten en la formació de l'arc de Sant Martí principal (3) i secundari (5). S'observa:
- 1. Gotes esfèriques
- 2. Punts on succeeix la reflexió interna de la llum
- 4. Punts on succeeix la refracció de la llum
- 6. Feix de llum blanca procedent del sol
- 7. Recorregut de la llum que forma l'arc de Sant Martí primari
- 8. Recorregut de la llum que forma l'arc de Sant Martí secundari
- 9. Observador
- 10. Regió que forma l'arc primari
- 11. Regió que forma l'arc secundari
- 12. Zona atmosfèrica amb presència de petites gotes esfèriques

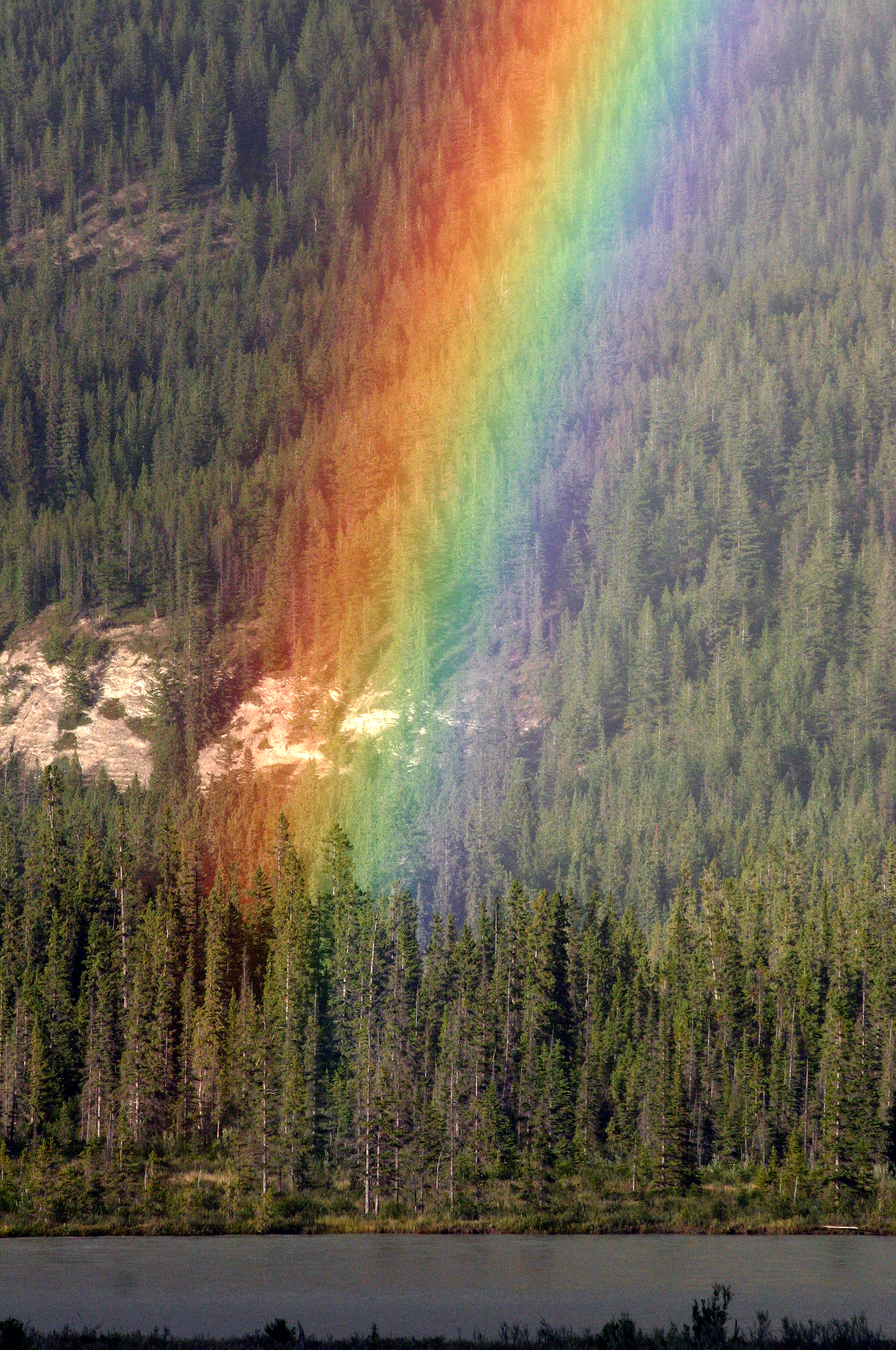
El peu de l'arc de Sant Martí

L'arc de Sant Martí o arc del cel (i literàriament iris) és un fenomen meteorològic òptic produït per la reflexió, refracció i dispersió de la llum causada per gotes d'aigua en suspensió a la troposfera que resulta en l'aparició al cel de l'espectre de la llum visible, interpretat per l'ull humà com els colors vermell, taronja, groc, verd, blau, indi i violat.
Quan s'observa un arc de Sant Martí doble, l'arc secundari envolta el primari. La intensitat és més tènue i l'ordre dels colors està invertit.
Per als colors vists per l'ull humà, la seqüència més comunament citada i recordada és la d'Isaac Newton, definida per set colors fonamentals: vermell, taronja, groc, verd, blau, indi i violeta. Una lectura acurada del treball de Newton indica que el color que va anomenar blau és el que actualment anomenaríem cian.

## Observació
És un arc acolorit que s'observa principalment durant els ruixats en qualsevol època de l'any i a la secció del cel directament oposada al Sol per l'espectador, quan plou i fa sol al mateix temps. Els colors van des del violeta a l'interior (amb un radi de 40°) al vermell a l'exterior, amb un radi de 42°. A més a més d'aquest arc, denominat principal, de vegades se'n pot apreciar un segon situat al seu exterior, de coloració menys intensa i amb l'ordre de colors invers: el vermell a l'interior té un radi de 50° i el violeta, a l'exterior, el té de 54°. Entre els arcs primari i secundari, s'observa una franja de cel menys lluminosa anomenada banda d'Alexander.
En algunes ocasions, hi pot haver fins i tot un tercer arc, més exterior encara. També es poden veure bandes lluminoses (arcs supernumeraris), de colors alterns violeta i verd, en aquest cas dins de l'arc principal. Un cas especial n'és l'arc acromàtic, és una única franja blanca i apareix en dies amb boira.
L'ull humà és capaç de captar la seva forma semicircular o circular (depenent del punt d'observació), i de percebre els diferents colors que el componen, ordenats per la seva longitud d'ona. De vegades s'observa fragmentat. Es pot observar en cortines de pluja quan el sol brilla en una posició oposada a l'horitzó posterior a la precipitació des del punt de vista de l'espectador. Excepcionalment, també es pot veure el fenomen amb llum de lluna. No és visible en presència de cirrus.

## Ciència
L'arc de Sant Martí és en realitat una circumferència completa, tanmateix, des de terra tan sols es pot veure un arc més o menys ample en funció de la posició del Sol sobre l'horitzó. Com que el centre de l'arc és al punt oposat del Sol a l'horitzó, l'arc serà més ample com més proper es trobi el Sol a l'horitzó. Totes les gotes que es trobin en una direcció inclinada de 42° sobre la recta que passa pel Sol i el cap de l'observador apareixen de color vermell, les que es trobin en una inclinació més gran es veuran taronges, grogues... Les que es trobin en una direcció massa inclinada o massa poc respecte d'aquesta línia no es veuran. Per tal que el fenomen es produeixi, hi ha d'haver gotes en la direcció indicada i que hi hagi rajos solars.
Es forma a conseqüència de la refracció i reflexió de la llum solar en les gotes d'aigua que actuen com a prismes. La llum procedent del Sol penetra en una gota d'aigua, ho fa refractant-se i dispersant-se, reflecteix en el fons de la gota i torna a sortir refractant-se de nou i dispersant-se encara més; és a dir, d'un raig únic que rep, la gota retorna un feix de raigs acolorits. Per entendre el procés de formació de l'arc de Sant Martí i l'existència dels arcs suplementaris, s'han de tenir presents els fenòmens de difracció, refracció i dispersió de la llum.

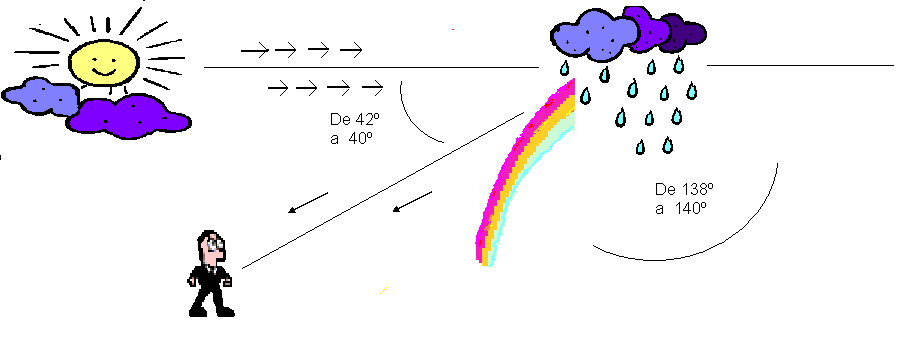
Perquè sigui visible, la llum ha de reflectir a les gotes d'aigua en un angle determinat.

## Història
Aquest fenomen òptic cridà l'atenció dels humans des de l'antiguitat, que van donar-li les més diverses interpretacions. L'erudit grec clàssic Aristòtil (384-322 a. C.) va ser el primer a dedicar una atenció seriosa a l'arc de Sant Martí. Segons Raymond L. Lee i Alistair B. Fraser, «Malgrat les seves moltes falles i el seu atractiu per a la numerologia pitagòrica, l'explicació qualitativa d'Aristòtil va mostrar una inventiva i una coherència relativa que no va tenir comparació durant segles. Després de la mort d'Aristòtil, gran part de les teories sobre l'arc de Sant Martí van consistir en reaccions a la seva feina, encara que no totes van ser acrítiques».
Al Llibre I de Naturales Quaestiones (c. 65 d. C.), el filòsof romà Sèneca el Jove analitza àmpliament diverses teories sobre la formació de l'arc de Sant Martí, incloses les d'Aristòtil. Observa que els arcs iris apareixen sempre oposats al sol, que apareixen a l'aigua ruixada per un remer, a l'aigua escopida per un batedor sobre la roba estirada per pinces oa l'aigua polvoritzada mitjançant un petit orifici en una canonada rebentada. Fins i tot parlava d'arc de Sant Martí produïts per petites varetes (virgulae) de vidre, anticipant-se a les experiències de Newton amb els prismes. Tenia en compte dues teories: una, que l'arc de Sant Martí era produït pel sol reflectint-se en cada gota d'aigua; i l'altra, que era produït pel sol reflectint-se en un núvol amb forma de mirall còncau; afavoria la segona. També analitzava altres fenòmens relacionats amb l'arc de Sant Martí: les misterioses "virgues" (varetes), els halos i el parheli.
Segons Hüseyin Gazi Topdemir, el físic àrab i polímata Alhazen (965-1039), va intentar proporcionar una explicació científica del fenomen de l'arc de Sant Martí. Al seu Maqala fi al-Hala wa Qaws Quzah (“sobre l'arc de Sant Martí i l'halo”), Alhazen «va explicar la formació de l'arc de Sant Martí com una imatge, que es forma en un mirall còncau. Si els raigs de llum provinents d'una font de llum més llunyana reflecteixen qualsevol punt a l'eix del mirall còncau, formen cercles concèntrics en aquest punt. Quan se suposa que el sol com una font de llum més llunyana, l'ull de l'espectador com un punt a l'eix del mirall i un núvol com una superfície reflectora, llavors es pot observar que els cercles concèntrics s'estan formant a l'eix». No ho va poder verificar perquè la seva teoria que «la llum del sol és reflectida per un núvol abans d'arribar a l'ull» no permetia una possible verificació experimental. Aquesta explicació va ser repetida per Averroes, i, encara que incorrecta, va proporcionar la base per a les explicacions correctes donades més tard per Kamal al-Din al-Farisí en 1309 i, independentment, per Teodoric de Freiberg (ca. 1250 - ca. 1311) —tots dos havien estudiat el Llibre d'Òptica de al-Haytham.
Un contemporani d'Ibn al-Haytham, el filòsof i erudit persa Ibn Sīnā (Avicena, 980-1037), va proporcionar una explicació alternativa: «que l'arc no es forma al núvol fosc sinó més aviat a la boira molt fina que es troba entre el núvol i el sol o observador. El núvol, pensava, serveix simplement com a fons d'aquesta substància prima, com quan es col·loca un revestiment de mercuri sobre la superfície posterior del vidre en un mirall. Ibn Sīnā canviaria el lloc no només de l'arc, sinó també de la formació del color, sostenint que la iridiscència és simplement una sensació subjectiva a l'ull». Aquesta explicació, però, també era incorrecta. El relat d'Ibn Sīnā acceptava molts dels arguments d'Aristòtil sobre l'arc de Sant Martí.
A la Xina de la dinastia Song (960-1279), un polimata i funcionari erudit anomenat Shen Kuo (1031-1095) va plantejar la hipòtesi —com havia fet abans un tal Sun Sikong (1015-1076) )— que els arcs iris es formaven per un fenomen de la llum solar en trobar-se gotes de pluja a l'aire. Paul Dong assenyala que l'explicació de Shen de l'arc de Sant Martí com un fenomen de refracció atmosfèrica «està bàsicament d'acord amb els principis científics moderns».
No és, però, fins al 1611 que es formula la teoria elemental (Antonius Demini), la qual serví de base a René Descartes per a les seves conclusions. Isaac Newton aportaria les seves troballes sobre la descomposició en colors de la llum blanca del Sol que atribuí a Marc Antoni de Dominis en la seva obra Tractatus de radiis visus et lucis in vitris, perspectivis et iride (1611). Thomas Young en formulà ja la teoria completa.

## Cultura

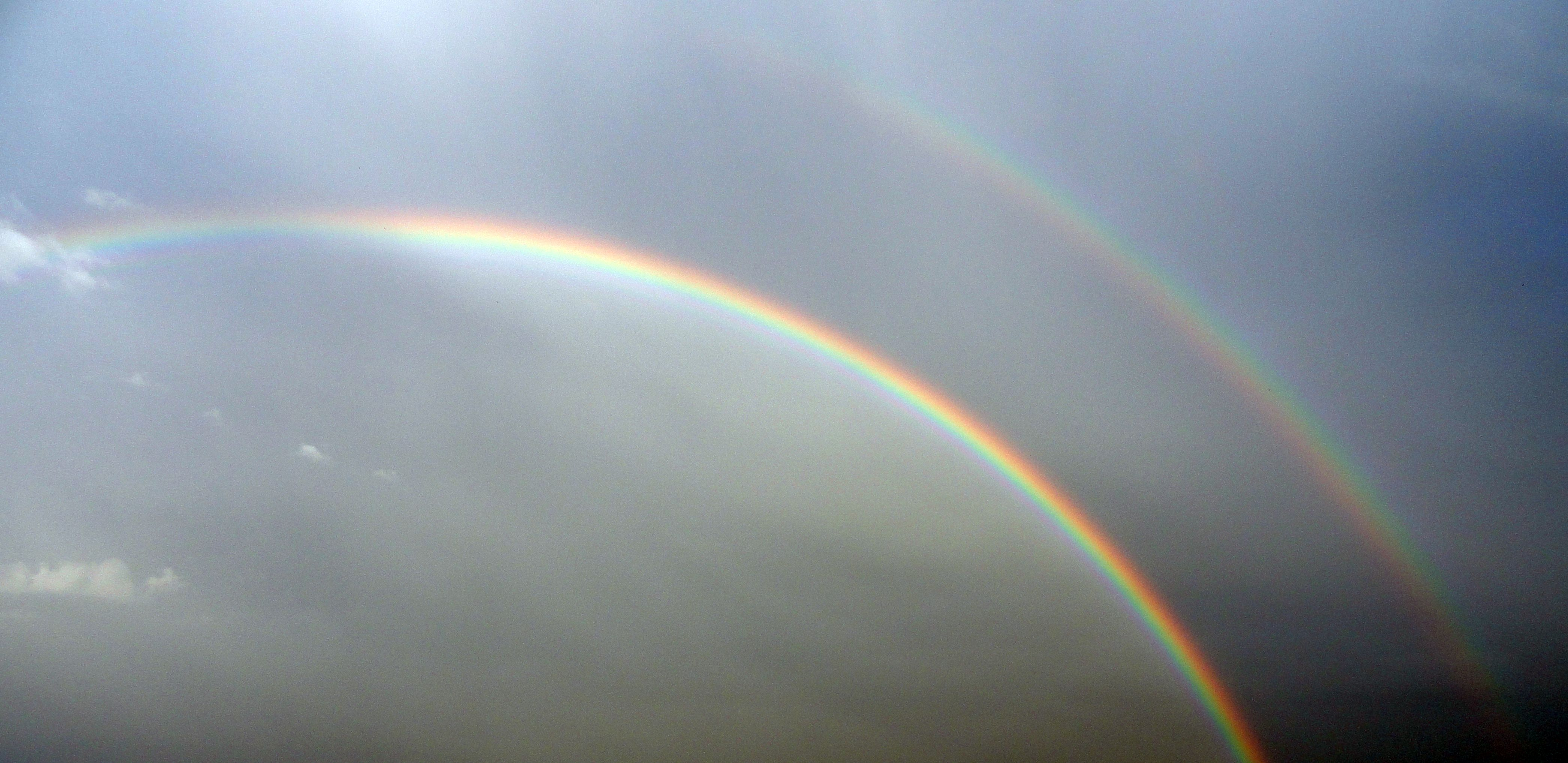
Arcs de Sant Martí primari (interior) i secundari (exterior). Entremig dels dos arcs s'observa la banda d'Alexander.

Per la seva forma, sovint s'ha interpretat com un pont entre el cel i la Terra; així apareix en diverses mitologies (Ama-no-uki-hashi al Japó, la deessa grega Iris, la serp irisada australiana, l'Indra hindú...). El simbolisme ha estat recollit pel cristianisme, que el considera un signe de pau i aliança amb Déu.
Apareix en la bandera de la pau, la bandera de l'arc de Sant Martí, molt popularitzada arran de les manifestacions contra la guerra de l'Iraq, en el vaixell de Greenpeace, el Rainbow Warrior (en català: El guerrer de l'arc de Sant Martí) i en la bandera LGBT com a reivindicació del col·lectiu LGBT. També és present en la bandera de l'Imperi Inca (collasuyu). Així mateix, apareix en la bandera de l'Orde Internacional de l'Arc de Sant Martí per a Nenes, una organització juvenil internacional femenina. Els budistes anomenen arc de Sant Martí l'estadi mental anterior al Nirvana, l'arc de Sant Martí simbolitza l'alegria suprema (per la unió de tots els colors). En canvi, per als japonesos és símbol de mala sort, un mal presagi, per la similitud de la seva forma amb una serp, un animal maleït.

## Arc iris o Arc de Sant Martí

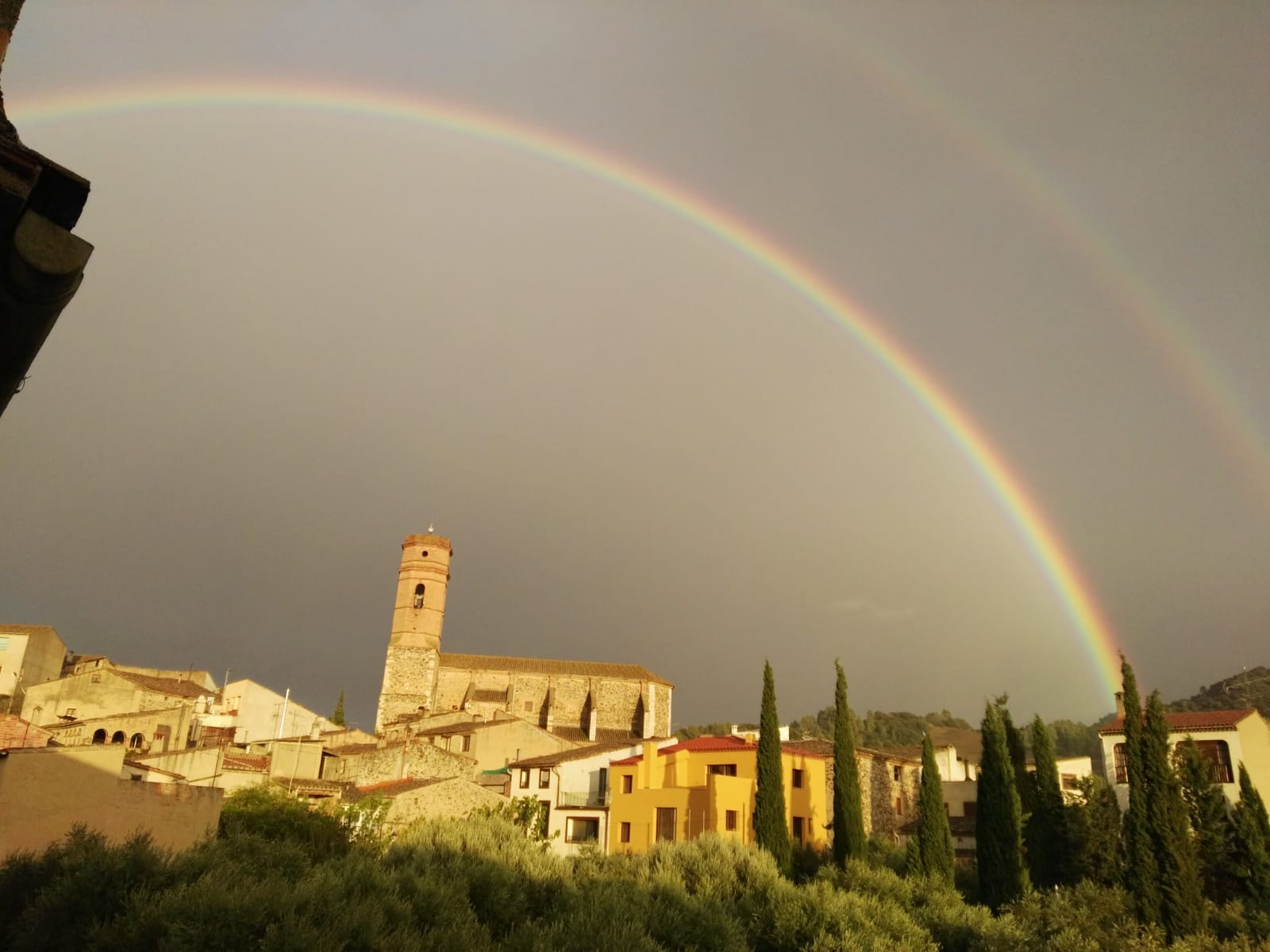
Arc de Sant Martí doble vist a Poboleda (Priorat)

El nom en català del fenomen genera dubtes entre els parlants. L'entrada del DIEC és «arc iris» i «arc de Sant Martí» surt com segona accepció. A molts parlants els pot semblar que arc iris és un castellanisme encara que l'hagi incorporat el diccionari.
Abans del segle xx, arc iris era el més habitual en textos literaris i científics. Avui dia ha decaigut l'ús i arc de Sant Martí s'ha imposat en registres formals i informals. Arc iris apareix a la Bíblia tant en català com en castellà. Per tant, hi ha tradició de dir-li així.
Una primera curiositat és que arc iris és una redundància. Iris en grec defineix els colors de l'espectre visible. Per això, també se li ha dit iris. Tant la denominació iris com arc iris només apareix en català, castellà i portuguès. La resta de llengües del món i del nostre voltant fa servir la fórmula "arc" o "pont" seguit de "del cel", "dels llamps", "de la pluja" i variants semblants. Són denominacions descriptives que han arribat fins avui dia. Vegem-ne alguns exemples:
- Grec: ouranio toxo, 'arc d'urani'
- Euskera: ortzadar, 'banya del cel' o uztargi, 'arc de llum'
- Francès: arc en ciel, 'arc del cel'
- Gallec: arco da vella, 'arc de la vella'
- Anglès: rainbow, 'arc de pluja'
- Italià: arcobaleno, 'arc de llamps'
- Finès: satenkaari, 'arc de pluja'
- Alemany: regenbogen, 'arc de pluja'
- Neerlandès: regenboog, 'arc de pluja'
- Àrab: qus almatar, 'arc de pluja'
- Japonès: niji, 虹 'serp/cuca del cel'
- Noruec: regnbue, 'arc de pluja'.

Tant el català com el castellà tenen fórmules semblants que han funcionat en l'àmbit popular. En castellà era molt habitual "arco celeste" o "arco del cielo" fins al segle xvii. En català, fins fa uns quaranta anys encara es podia sentir "arc del cel", "ratlla (o rall) del cel" (Illes Balears), "pont del cel", "arc d'Igualada" (a Calaf), "arc de Berà" (Tarragonès) o "iris" (Barcelona).

## La llegenda de Sant Martí
Sant Martí de Tours era un sant molt apreciat a Catalunya i Occitània. Algú de l'Empordà va inventar una llegenda que es va estendre pels territoris de parla catalana i occitana.
Segons aquesta llegenda, Sant Martí va fer una juguesca amb el dimoni per veure qui feia l'arc més bonic. El del dimoni era petit, de colors apagats i fet de gel. El de Sant Martí era majestuós, de colors brillants i de vidre. La gent devota de Sant Martí va escampar la història i quan veien un arc de colors al cel en deien arc de Sant Martí, pont de Sant Martí, arquet de Sant Martí o ratlla de Sant Martí.
La llegenda va arribar fins a Múrcia on en castellà està documentat el nom de "arco de San Martín". També va saltar a les Balears i als territoris de parla occitana. No se sap quan va començar la llegenda, però a les Cròniques de Jaume I (s. XIII) es diu feu un arch blau e uermeyl d'aquests que’n dien de Sent Mertí.
Per tant, la connexió entre Sant Martí i l'arc iris ve de lluny; així i tot, el triomf de la fórmula arc de Sant Martí és bastant nou. Fins fa quaranta anys encara es podien sentir variants amb Sant Martí i sense. Avui dia arc de Sant Martí ha escombrat tots els competidors fins al punt que molts parlants creuen que la resta són incorrectes.